# Средње уво
Средње уво је систем ваздухом испуњених простора насталних из првог шкржног лука урастањем цилиндричне респираторне слузокоже из носнождрелног дела преко Еустахијеве тубе. Главни или централни део средњег ува представља систем састављен од бубне опне и слушних  кошница које имају задатак да што реалније пренесу звучну енергију из ваздуха на течну  средину унутрашњег ува. Цео систем је смештен у бубној дупљи.

## Ембриологија
Средње уво и Еустахијева туба развијају се од ендодена првог ждрелног дела који се налази у првом и другом шкржном луку. Прогресивним ширењем ендодена првог шкржног лука настају: кавум тимпани, антрум и пнеуматски систем мастоида. Та фаза одвија се почетком другог феталног месеца. 
У току осме недеље формирана је Еустахијева туба. Спољашњи део туботимпаналног дела даље се развија и формира средње уво. Новоформирани кавум средњег ува окружен је ткивом првог и другог шкржном ног лука. Од тих лукова касније се развијају слуше кошчице и мишићи средњег ува. Од првог шкржног лука - Мекелова хрскавица - развијају се инкус, малеус и мишић затезач бубне опне, а од другог шкржног лука - Reichertova - хрскавица, настају стапес и мускулус стапедиус. Артерија другог шкржног лука  одговорна је за форму стапеса. Када ова артерија нестане у трећем месецу стапес остаје перфориран. 
Средње уво је на крају другог месеца испуњено мезенхимним ткивом, изузев доњег дела који је представља шупљину. Ресорпција мезенхимног ткива наставља се поступно у току следећих месеци. Медијална страна прстена стапеса долази у контакт са капсулом лавиринта на месту будућег овалног прозора. Плоча стапес је пореклом из љуске лавиринта. 
Предворје мастоидних ћелија развија се у току петог месеца. При крају феталног живота од предворја почињу да се развијају мастоидне ћелије, које најчешће тек после рођења имају пун раст и дефинитивно формирање.
Бубна опна се развија на месту где се састају пупољак спољног ушног ходника и туботимпанални џеп. Епител бубне опне постаје од ектодерма прве шкржне бразде, а фиброзни слој од мезодерма. СлузокоЖни слој настаје од ендодерма туботимпаналног џепа као и слузокожа  средњег ува.
Шупљине ува су потпуно развијене у седмом и осмом месецу интраутериног живота. Пнеуматизација ува може и да касни. Тако нпр. пнеуматизација мастоида почиње у осмом месецу, а у највећем броју случајева развија се у постнаталном животу.

## Функција средњег ува
Средње уво има посредичку улогу између ваздушне средине, која се завршава бубном опном, и унутрашњег ува у коме се налазе слушни сензори (рецептори).

## Анатомија
Средње уво је једна ваздушна шупљина у којој се налазе: бубна опна, три слушне кошчице са пратећим лигаментима и мишићима, и мембрана према унутрашњем уву под називом „овални прозор“. Шуљина средњег ува је повезана са усном дупљом и једном капиларном цевчицом или еустахијевом тубом.

### Бубна дупља
Бубна дупља, која је добила назив по њеној сличности са бубњем, је шупљина запремине око 1 кубни сантиметар . Њен спољњи зид чини затегнута мембрана - бубна опна - а сама шупљина је неправилног цилиндрицог или призматичног облика. У дескриптивној анатомији ради бољег приказа важних анатомских детаља, могу се описивати њених 6 зидова, као и сама шупљина са функционалним системом који је премошћује.
Бубна опна са слушним кошчицама премошћује шупљину бубне дупље и чини основни функционални систем средњег ува (тзв тимпаноосикуларни ланац).
Спољњи зид бубне дупље  већим делом (углавном по ивицама) је  кост, док централни део заузима бубна опна. Тако  је и сама дупља анатомски подељена у три спрата:
- Епитипманум, који је смештен изнад горње ивице бубне опне. У њему се налазе глава чекића а и тело наковња.
- Мезотимпанум, који је смештен у средњем делу бубне дупље у висини бубне опне.
- Хипотимпанум, који је део бубне дупље испод доње ивице бубне опне.

Медијални или унутрашњи зид бубне дупље је уједно спољњи зид унутрашњег ува (лавиринта). У његовом средњем делу доминира избочење базалног завоја пужа (промонторијум). Изнад њега је овални прозор ( у коме се налази стапес) а испод округли прозор који је слободан и затворен само танком мембраном. Изнад и иза овалног прозора налази се проминенција Фалопијевог канала којим пролази тимпанални део живца лица. Изнад и иза њега је избочење  латералног полукружног канала.
Горњи зид чини уједно и дно средње лобањске јаме, а доњи је често избочен југуларном веном. Оба ова зида су понекада танка и дехисцентна, што је од великог значаја за ширење патолошких процеса.
Предњи зид бубне дупље највећим делом заузима проширени отвор Еустахијеве тубе и избочење каротидне артерије, док се на задњем зиду налази улаз у прву мастоидну шупљину.
За зидове бубне дупље се везују и кроз њен лимен пролазе два мишића средњег ува: мишић затезач бубне опне (инервисани од мандибуларне гране нервуса тригеминуса), који се припаја на врату чекића; и мишић узенгије (инервисани од гранцице нервуса фацијалиса), који се припаја за главицу узенгије. Својом контракцијом ови мишићи  повећавају крутост целог ланца па смањујући и трансмисију звука представљају заштитни механизам органа слуха. Кроз шупљину бубне дупље пролази и хорда тимпани, која преноси сензитивна влакна из нервуса фацијалиса за предње две трећине језика.

### Бубна опна
Бубна опна (мембрана тимпани) је фина, лако затегнута и косо према меатус постављена овална мембрана, која је због повлачења прве кошчице према унутра угнуте у облику конуса, са најудубљим делом званим умбо. Њена највећи и затегнути део има три слоја: спољњи епидермални, средњи фиброзно-влакнасти и унутрашњи који чини слузокожа кавума. Много мањи српасти део у предње-горњем делу мембране нема овај средњи слој, па је зато лабав. У предње-горњем делу бубне опне, са унутрашње стране, у њу је уткана прва слушна Кошчицама - чекић (маллеус) - са својим дугим краком. То се гледајући споља види као стрија маллеоларис, док се кратки кракизбочује као трн изнад овога. За прву кошчицу је везана друга - наковањ (инцус), а за ову трећа - узенгија (стапес), чија је плочица еластичним лигаментима везана за овални прозор. Тим путем се звучне вибрације преносе на течност унутрашњег ува.

### Еустахијева туба
Еустахијева туба је 35 мм дуга цев која спаја бубну дупљу са усном дупљом. Кроз њу пролази ваздух у пнеуматске шупљине средњег ува како би у њима владао приближно исти притисак као у спољној средини. То је од великог значаја за нормалну функцију трансмисионог система и остваривање ваздушна веза између спољашње средине и коморе средњег ува, што значи и између спољашње и унутрашње стране бубне опне. То омогућава изједначавање притисака са две стране опне, чиме се спречава њена реакција на промене статичког, односно атмосферског притиска. Оваква компензација је веома важна при летењу авионом а посебно при роњењу, када спољашњи притисак на бубну опну може вишеструко да премаши вредност нормалног атмосферског притиска. 
Еустахијева туба је у нормалним околностима затворена, али се при гутању или зевање отвара. Због тога је при наглим променама спољашњег притиска потребно понављати гутање да би се отварањем еустахијеве тубе изједначио притисак са спољашње и унутрашње стране бубне опне. Када је цев отворена, сопствени глас чује се јаче и са промењеном бојом, јер звук из усне дупље доспева кроз тубу директно у средње уво.
Код одраслих особа туба има доста стрми ток са коштаним зидом у горњој трећини и хрскавичавомембранозном у доње две трећине. На њиховом споју је сужење (истхмус) тубе пречника од око 1 до 2 мм, док се на оба краја туба шири, иако су јој у доњем делу зидови у миру приљубљени. Током гутања услед грчења мишића непца туба се отвара у овом делу и пропушта ваздух. 
Туба је обложена цилиндричним епителом са трепљама, чије је кретање усмерено према назофаринксу, што нормално спрецава продор инфекције у средње уво. Код деце туба је шира, краћа и више хоризонтално постављена, па је њена заштитна функција знатно слабија. Непосредно уз зид тубе пролази унутрашња каротидни артерија артерија, која при манипулацијама на туби може бити повређена.

### Мастоидне ћелије
Мастоидне ћелије су шупљине неправилно гроздастог облика смештене у мастоидном наставку темпоралне кости. Настају процесом пнеуматизације из бубне дупље преко улаза који води у прву, и најважнију мастоидну ћелију (Антрум).  Међу људима постоје велике индивидуалне разлике од потпуне аплазије ових ћелија до хиперпнеуматизације која може ићи и до врха пирамиде у зигоматичној кости. Обољења средњег ува у детињству могу спречити развој ових ћелија.
Улога мастоидних ћелија је да олакшавају темпоралну кост, повећавају резонантне карактеристике средњег ува, а могу да буду пут ширења инфекције на бројне околне структуре, што им даје велики значај не само у топографији већ и у патологији ува. Од посебног је значаја антрум око кога се све остале ћелије развијају и долазе често у непосредни однос са средњом и задњом можданом јамом, унутрашњим увом, сигмоидним синусом и живцем лица.